# Lomographa vestaliata
Lomographa vestaliata är en fjärilsart som beskrevs av Achille Guenée 1858. Lomographa vestaliata ingår i släktet Lomographa och familjen mätare. Inga underarter finns listade i Catalogue of Life.